# Lingolsheim
Lingolsheim ist eine französische Gemeinde mit 20.266 Einwohnern (Stand 1. Januar 2021) im Département Bas-Rhin in der Region Grand Est (bis 2015 Elsass). Sie gehört zur Metropolregion Straßburg.

## Geographische Lage
Lingolsheim liegt sechs Kilometer südwestlich von Straßburg zwischen den Nachbargemeinden Eckbolsheim im Norden und Ostwald im Südosten. Die Bruche fließt durch das Gemeindegebiet.

## Geschichte
Bei Ausgrabungen auf dem Gemeindegebiet wurden Funde von Artefakten aus der Bandkeramischen Kultur dem Frühneolithikum (5500–5000 v. Chr.) gemacht. Die Großgartacher Kultur hinterließ 42 Gräber aus dem Mittelneolithikum (5000–4500/4300 v. Chr.) und die Michelsberger Kultur (4400–3500 v. Chr.) zwei Gräber, Letztere sind besonders interessant, weil sich in einem Grab ein menschlicher Schädel befand, an dem man Trepanationen vorgenommen hatte. Es gibt nur zwei solche Funde im Elsass. Aus der Späten Bronzezeit wurde ein Gräberfeld der Urnenfelderkultur (1300–800 v. Chr.) gefunden, das 21 Gräber und 60 Urnen umfasst.
Ein Friedhof mit acht Grabstätten aus der Merowingerzeit (5.–8. Jahrhundert) liegt zwischen Lingolsheim und Geispolsheim. Zum ersten Mal urkundlich erwähnt wurde die Stadt als Lingolsvesheim im 12. Jahrhundert. Im Laufe der Zeit wurde sie Lingolsvisheim und Lingolslzheim genannt. Erst 1620 wurde sie zum ersten Mal urkundlich mit dem heutigen Namen genannt. Der Ortsname entstand aus dem germanischen Namen Lingolf und der fränkischen Ortsnamensendung „-heim“.
Von 1871 bis zum Ende des Ersten Weltkrieges gehörte Lingolsheim als Teil des Reichslandes Elsaß-Lothringen zum Deutschen Reich und war dem Kreis Erstein im Bezirk Unterelsaß zugeordnet.
Unter deutscher Besatzung wurden die in Lingolsheim verbliebenen jüdischen Einwohner 1940 nach Südfrankreich deportiert.

### Demographie
| Jahr | Einwohnerzahl | Anmerkungen |
| ---- | ------------- | --- |
| 1871 | 1157          | [ 4 ] |
| 1880 | 1436          | am 1. Dezember, auf einer Fläche von 495 ha, in 238 Wohnhäusern, davon 799 Protestanten, 477 Katholiken und 160 Israeliten |
| 1885 | 1473          | [ 6 ] |
| 1905 | 1995          | [ 6 ] |
| 1910 | 2298          | [ 7 ] [ 6 ] |

| Jahr      | 1962  | 1968  | 1975   | 1982   | 1990   | 1999   | 2007   | 2013   |
| --------- | ----- | ----- | ------ | ------ | ------ | ------ | ------ | ------ |
| Einwohner | 7.738 | 8.287 | 10.479 | 14.688 | 16.480 | 16.860 | 16.954 | 17.450 |

## Wirtschaft und Verkehr

### Wirtschaft
In den Jahren vor dem Ersten Weltkrieg war Lingolsheim als „Hauptstadt des Leders“ bekannt, da sich dort mit Adler & Oppenheimer eines der größten Lederwerke der damaligen Zeit befand. Nach Beschlagnahme des Unternehmens 1919 wurde die Fabrik in Lingolsheim an französische Investoren verkauft. Der Betrieb firmierte dann als „Tanneries de France“.
Während des Ersten Weltkriegs war die Werkstatt Kodeis B des Kommandeurs der Eisenbahntruppen in Lingolsheim betrieben. In ihr wurden unter dem Kommando von Goswin van Haag Weichen und Drehscheiben für militärisch genutzte Feldbahnen angefertigt sowie Achsen instand gesetzt.

### Verkehr
Lingolsheim liegt an der Bahnstrecke Strasbourg–Saint-Dié und wird von TER-Zügen zwischen Strasbourg und Molsheim bedient. Die Haltestelle Tiergaertel in Lingolsheim ist einer der Endpunkte der Linie B der Straßenbahn Straßburg. Auch mehrere Buslinien verbinden die Gemeinde mit der benachbarten Großstadt.
Durch die Gemeinde führt die D392. Der Flughafen Straßburg-Entzheim liegt etwa fünf Kilometer entfernt.

## Kultur und Sehenswürdigkeiten
Lingolsheim ist mit zwei Blumen im Conseil national des villes et villages fleuris (Nationalrat der beblümten Städte und Dörfer) vertreten. Die „Blumen“ werden im Zuge eines regionalen Wettbewerbs verliehen, wobei maximal drei Blumen erreicht werden können.
Die katholische Johanneskirche und die protestantische Kirche sind als Monuments historiques geschützte Baudenkmäler.

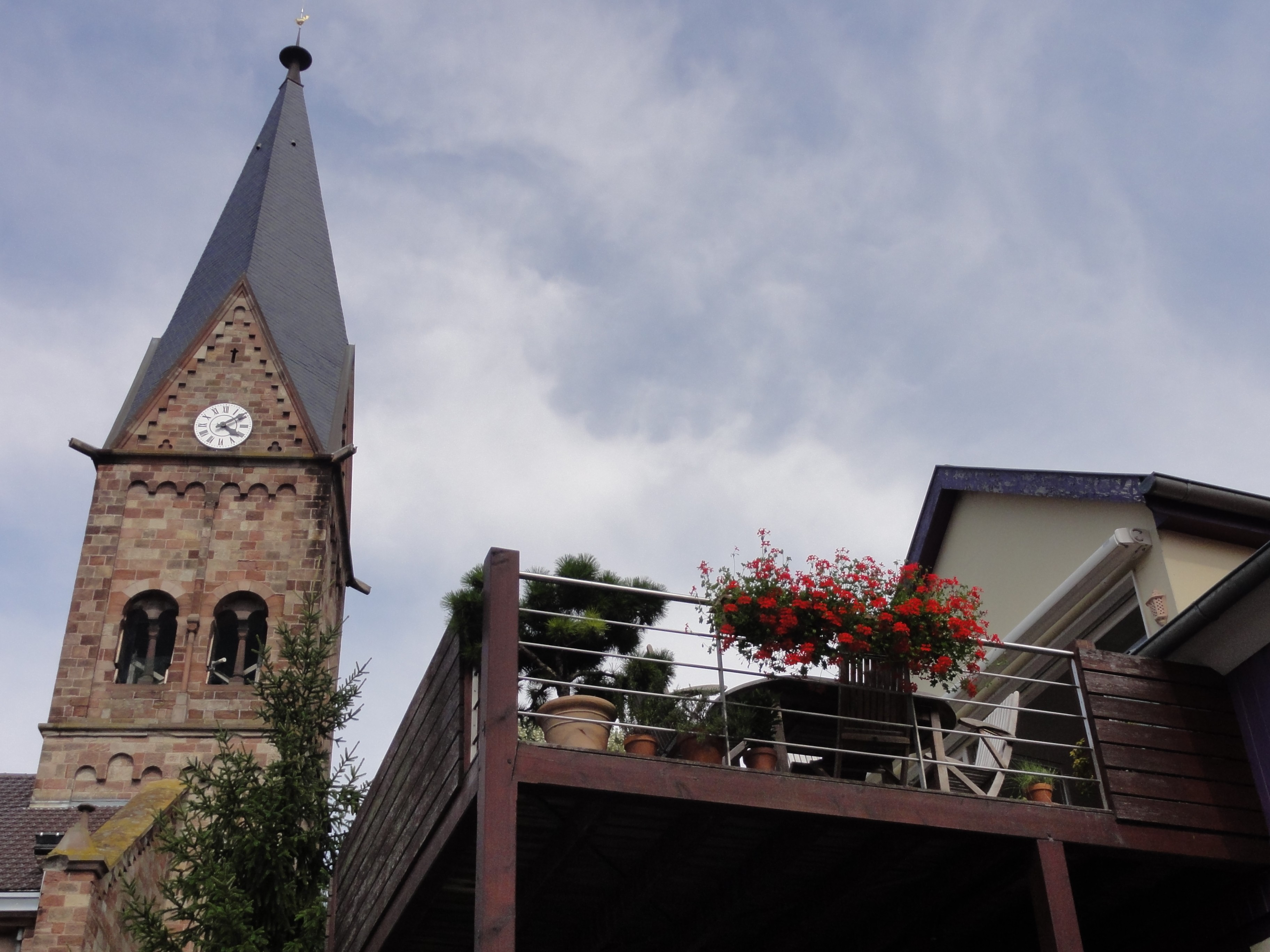
Turm der Johanneskirche
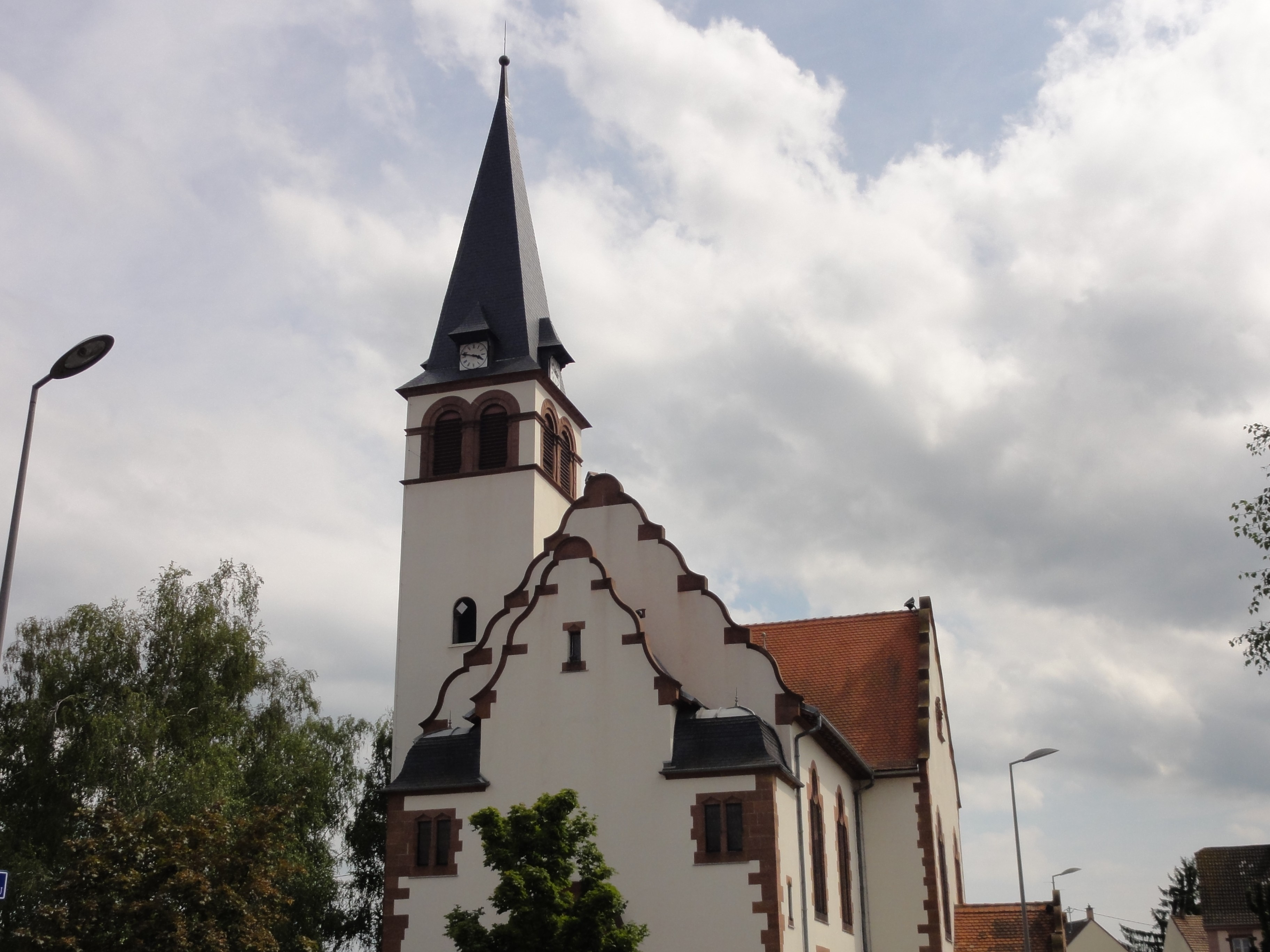
Protestantische Kirche

## Persönlichkeiten
- Emil Speich (1881–1945), deutscher Politiker, Landtagsabgeordneter